# 日本工営

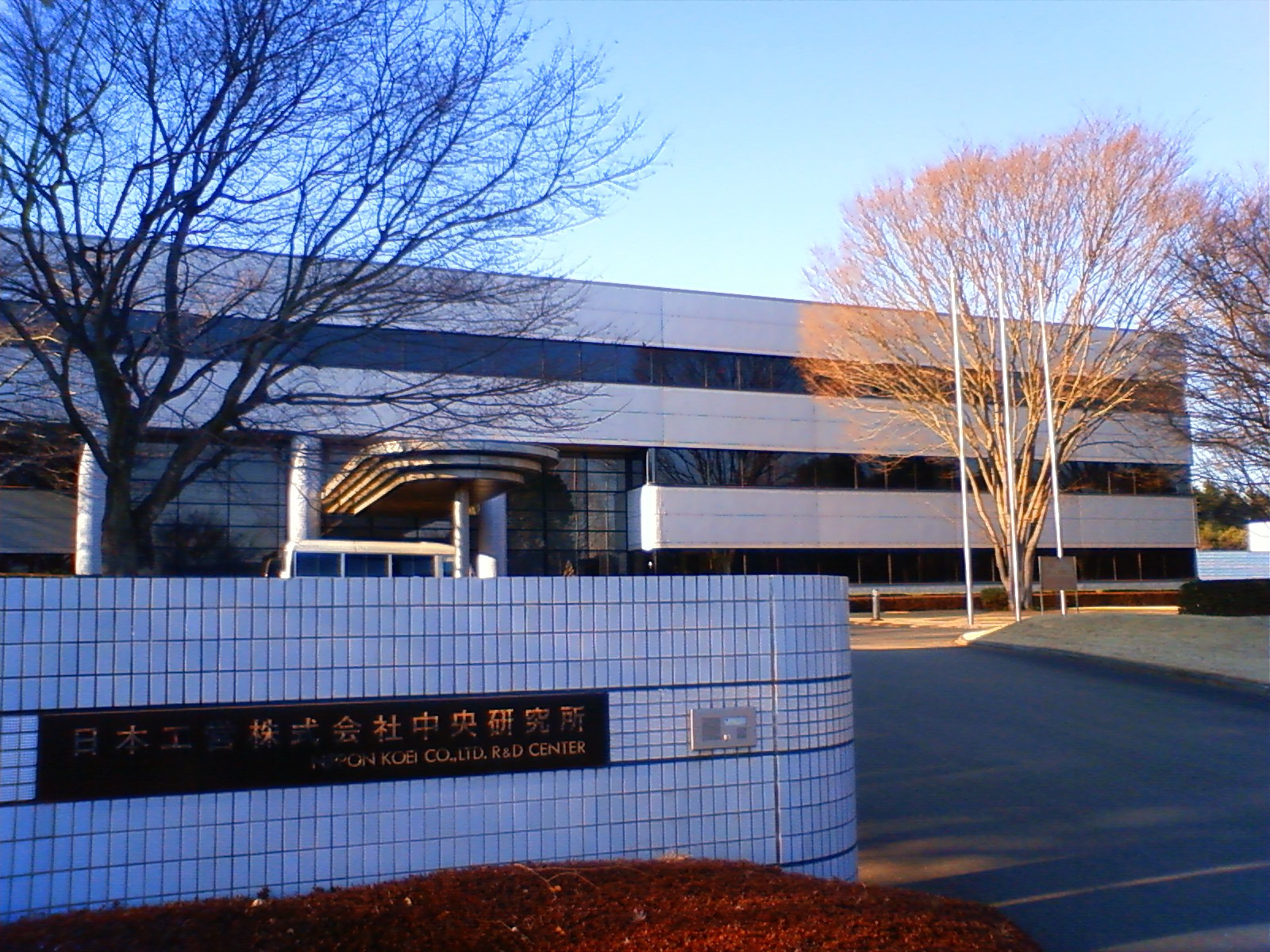
中央研究所（茨城県つくば市）

日本工営株式会社（にほんこうえい、英: Nippon Koei Co., Ltd.）とは、東京都千代田区麹町に本社を置く日本最大手の建設コンサルタントである。創業者は久保田豊。

## 会社概要
創業は戦後であるが、起源は戦前の朝鮮半島におけるダム建設、電源開発である。日本工営の初代社長・久保田豊らは、久保田工事事務所を設立して、戦前、大陸での水力発電事業などに従事し、発電所をはじめ、数々の電源開発およびそれに付帯する鉄道や舟運事業などに数年にわたり活動する。特に鴨緑江に建設された水豊発電所が有名である。その関係で、河川・ダムの計画・設計に強みを持つ。戦後の1946年6月、日本工営の前身会社である新興産業建設社を設立する。
現在では、河川・ダム以外にも、道路、鉄道、港湾、空港、上水道・下水道、電力設備の計画・設計・維持管理、各々の施設の構造物（橋梁・トンネルなど）の設計・維持管理、並びに施設建設に関係する地盤・地質に関する調査も行っている。また、環境関連事業（環境影響調査、生態系調査など）、防災関連事業（地すべり対策、減災対策、事業継続計画など）、情報関連事業（GIS、CALS、ITS、ICTなど）も手がけている。
海外事業に強いのも特徴である。1950年の朝鮮動乱期においてGHQから朝鮮復興に協力を要請されたことを契機に事業を展開。その後、1951年のサンフランシスコ講和条約を受け、東南アジア外交にて、同条約第14条により賠償義務が発生した際、この事業に当社が第1号として進出し、ラオス、ナムグム川、ナムグムダムの建設等、以来東南アジアを中心に数多くの海外プロジェクトを手がけている。また、国内外の建設コンサルタントを傘下に収めている。
- 本社所在地 - 東京都千代田区
- 支店 - 札幌、仙台、東京、新潟、名古屋、大阪、広島、四国（高松）、福岡、沖縄
- 中央研究所 - つくば
- 海外事務所 - ジャカルタ、マニラ、ハノイ（ホーチミン）、バンコク（ビエンチャン、プノンペン）、ヤンゴン（ネピドー）、ニューデリー、ダッカ、コロンボ、中東（アンマン、バグダッド、チュニス、ラバト）、ナイロビ、リマ、パナマ、サンパウロ

## 沿革
- 1946年6月 - 東京都千代田区内幸町に、株式会社新興産業建設社として創業
- 1947年
  - 6月 - 川崎工場開設。
  - 9月 - 仙台出張所開設（1948年11月、東北支店に昇格。1984年4月、仙台支店に改称）。
  - 10月 - 日本工営株式会社に社名変更。
- 1949年10月 - 建設業登録（1974年6月、建設業法の改正により特定建設業許可を受ける）。
- 1951年5月 - 大阪事務所開設（1978年4月、大阪支店に昇格）。
- 1954年4月 - 札幌事務所開設（1984年4月、札幌支店に昇格）。ビルマでバルーチャン発電計画受注（海外進出第一号となる）。
- 1956年9月 - ベトナムにサイゴン事務所を開設。
- 1958年4月 - 株式会社日機製作所を買収（1982年7月、ニッキ・コーポレーションと改称、現・連結子会社）。
- 1961年
  - 1月 - 埼玉県鳩ヶ谷市に土木試験場を開設（1962年に技術研究所と改称）。
  - 4月 - インドネシアにジャカルタ事務所開設。
- 1963年
  - 4月 - 東京証券取引所第2部に株式上場。
  - 8月 - 横浜工場（現・横浜技術センター）開設。
- 1964年12月 - 建設コンサルタント登録
- 1969年1月 - 福岡営業所開設（1974年4月、福岡支店に昇格）。
- 1970年6月 - 広島出張所開設（1990年4月、広島支店に昇格）。
- 1978年
  - 3月 - 本社ビル完成に伴い、本社を内幸町から現在の麹町に移転。
  - 4月 ‐ 事業本部制を採用、本社部門と4事業本部を新設。
  - 9月 - 東京証券取引所第1部に指定替え。
- 1981年4月 - フィリピンにマニラ事務所開設。
- 1982年
  - 4月 - 新潟出張所開設（2001年7月、新潟支店に昇格）。
  - 4月 -  四国出張所開設（2002年4月、四国支店に昇格）。
- 1984年
  - 3月 - 創業者・久保田豊を委託者とした基金「公益信託 久保田豊基金」を創設。
  - 6月 - ケニアに東アフリカ事務所開設（1997年11月、ナイロビ事務所に改称）。
  - 12月 - 千代田区麹町に別館開設（1995年7月、半蔵門オフィスに改称）。
- 1985年4月 - 久保田豊が勲一等旭日大綬章を受賞。
- 1989年10月 - フィリピンにPHILKOEI INTERNATIONAL,INC,（現・連結子会社）設立。
- 1991年
  - 7月 - 愛知県名古屋市に中部事務所開設（1992年7月、名古屋支店に昇格）。
  - 10月 - ベトナムにハノイ事務所開設。
- 1992年
  - 8月 - インドネシアにPT.INDOKOEI INTERNATIONAL（現・連結子会社）設立。
  - 10月 - 茨城県稲敷郡茎崎町（現・つくば市）に中央研究所開設。
  - 10月 - 株式会社エル・コーエイ（現・連結子会社）設立。
- 1993年10月 - スリランカにコロンボ事務所開設。
- 1995年7月 - 株式会社コーエイ総合研究所（現・連結子会社）設立。
- 2000年
  - 8月 - 英国工営株式会社（現・連結子会社）設立。
  - 10月 - 東京証券取引所における所属業種の変更（建設からサービスへ）。
  - 10月 - インドにニューデリー事務所開設。
- 2001年
  - 10月 - 千代田区麹町に新麹町オフィス開設。
  - 12月 - 福島県須賀川市に福島事業所（新工場）開設。
- 2003年
  - 7月 - 中南米工営株式会社（現・連結子会社）設立。
  - 10月 - 日本シビックコンサルタント株式会社を子会社化。
- 2005年3月 - 玉野総合コンサルタント株式会社（現・日本工営都市空間株式会社）を子会社化。
- 2007年
  - 3月 - ヨルダンに中東事務所開設。
  - 6月 - ブラジルにNIPPON KOEI LAC DO BRASIL LTDA.（現・連結子会社）設立。
  - 7月 - 東京支店を開設。
- 2008年6月 - インドにNIPPON KOEI INDIA PVT.LTD.（現・連結子会社）設立。
- 2010年9月 ‐ パナマにNKLAC, INC.設立（2011年9月、NIPPON KOEI LAC, Inc.商号変更、現・連結子会社）。
- 2011年4月 - タイにバンコク事務所開設（再設）。
- 2012年
  - 1月 - ベトナムにNIPPON KOEI VIETNAM INTERNATIONAL.CO., LTD.（現・連結子会社）設立。
  - 3月 - ミャンマーにヤンゴン事務所開設（再設）。
  - 4月 - ペルーにリマ事務所開設（再設）。
- 2014年12月 - 民事再生法の適用を申請した、黒川紀章の設立したプライベートカンパニーである建築設計事務所の支援スポンサー契約に応じると発表。
- 2015年10月 - バングラデシュにダッカ事務所開設。
- 2016年4月 - イギリス建築事務所BDP Holdings Limitedを子会社化。
- 2017年7月 - 株式会社コーエイリサーチ１コンサルティング（現・連結子会社）設立。
- 2018年9月 - バングラデシュにNIPPON KOEI BANGLADESH LTD.設立。
- 2019年
  - 2月 - カナダ建築設計会社Quadrangle Architects Limitedを子会社化。
  - 4月 - 株式会社ジオプラン・ナムテックを子会社化
- 2020年7月 - 千代田区麹町の日本工営ビル（本社）の営業開始。
- 2023年
  - 6月29日 - 東京証券取引所プライム市場上場廃止.
  - 7月1日 - 経営管理本部・営業本部および事業戦略本部の事業を日本工営ビジネスパートナーズ株式会社に吸収分割[3]。
  - 7月3日 - 株式移転により完全親会社としてID＆Eホールディングス株式会社を設立[4]。同社が東京証券取引所プライム市場に上場。
- 2025年
  - 2月5日 - 東京海上ホールディングスがID＆Eホールディングスに対して実施した株式公開買付けが成立[5]。
  - 5月13日 - ID＆Eホールディングスが東京証券取引所プライム市場の上場を廃止[2]。
  - 5月15日 - ID＆Eホールディングスが株式併合により東京海上ホールディングスの完全子会社となる[2]。

## 日本工営グループ会社
- 日本工営ビジネスパートナーズ株式会社
- 株式会社コーエイリサーチ＆コンサルティング
- 日本工営エナジーソリューションズ株式会社
- 日本シビックコンサルタント株式会社
- 日本工営都市空間株式会社
- 中南米工営株式会社